# Episodi di Call Me Fitz (terza stagione)
La terza stagione della serie televisiva Call Me Fitz è andata in onda in Canada sul canale HBO Canada dal 23 settembre al 2 dicembre 2012.
In Italia la stagione è inedita.
| n° | Titolo originale                                   | Titolo italiano | Prima TV Canada   | Prima TV Italia |
| -- | -------------------------------------------------- | --------------- | ----------------- | --------------- |
| 1  | Fuck City Hall                                     |                 | 23 settembre 2012 |                 |
| 2  | Thirty Percent Less Pulp Fiction                   |                 | 23 settembre 2012 |                 |
| 3  | The Virgin Homo-Cide                               |                 | 30 settembre 2012 |                 |
| 4  | The Rise and Fall of Ethnic Man                    |                 | 7 ottobre 2012    |                 |
| 5  | Fuck the Vote                                      |                 | 14 ottobre 2012   |                 |
| 6  | Semen-Gate                                         |                 | 21 ottobre 2012   |                 |
| 7  | The Totally Legitimate Death of Meghan Fitzpatrick |                 | 28 ottobre 2012   |                 |
| 8  | Are You There God? I Need to Speak to Frank        |                 | 4 novembre 2012   |                 |
| 9  | Teetotal Recall                                    |                 | 11 novembre 2012  |                 |
| 10 | Apoca' Smokes Now                                  |                 | 18 novembre 2012  |                 |
| 11 | And Baby Makes... Fuck! Part 1                     |                 | 25 novembre 2012  |                 |
| 12 | And Baby Makes... Fuck! Part 2                     |                 | 2 dicembre 2012   |                 |